# Tjaernoeia unisulcata
Tjaernoeia unisulcata är en snäckart som först beskrevs av Chaster 1887.  Tjaernoeia unisulcata ingår i släktet Tornus, och familjen Tjaernoeidae. Arten är reproducerande i Sverige.